# Franz Hettinger

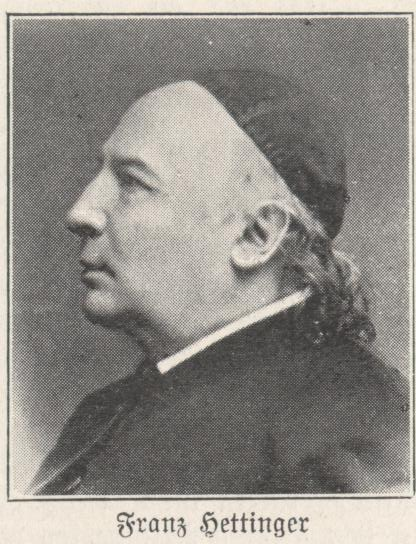
Franz Hettinger

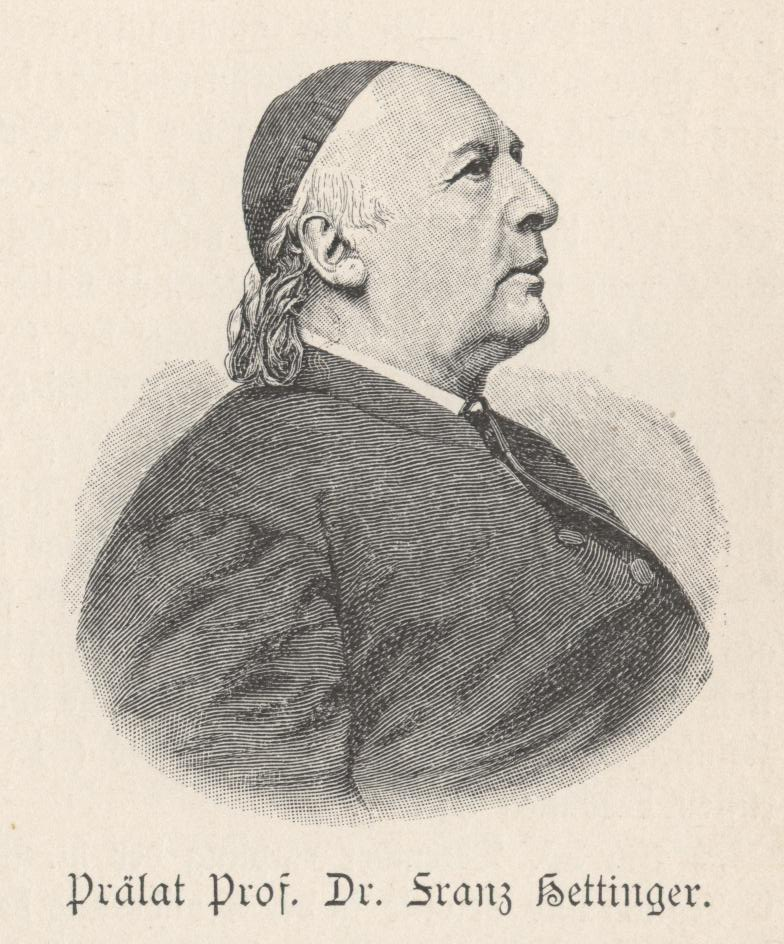
Franz Hettinger

Franz Seraph Hettinger (* 13. Januar 1819 in Aschaffenburg; † 26. Januar 1890 in Würzburg) war ein deutscher römisch-katholischer Priester und Professor für Patrologie, Dogmatik und Homiletik.

## Leben
Franz Hettinger besuchte das Humanistische Gymnasium in seiner Heimatstadt. Sein Religionslehrer war Georg Anton Stahl, der ihn tief beeindruckte. Dessen Vorbild trug dazu bei, dass Franz Hettinger Priester werden wollte.

### Student und Seelsorger
Hettinger begann also, Philosophie und danach Theologie zu studieren, zunächst, von 1836 bis 1839, am Theologischen Lyzeum in Aschaffenburg, dann am Theologischen Seminar in Würzburg und ab 1841 schließlich am Collegium Germanicum in Rom. In der Lateranbasilika wurde er am 2. September 1843 von Kardinal Costantino Patrizi Naro zum Priester geweiht. 1845 wurde er zum Doktor der Theologie promoviert.
Nach seiner Rückkehr nach Deutschland war Hettinger von 1845 bis 1847 Kaplan in Alzenau. 1847 wurde er zum Assistenten am Priesterseminar Würzburg bestellt, zu dessen Subregens er 1852 ernannt wurde.

### Theologieprofessor
1856 wurde Hettinger zum Ordinarius für die Patrologie und für die Einleitungswissenschaft an der Universität Würzburg berufen. Nachdem Martin von Wagner 1858 verstorben war, sandte die Universität Hettinger nach Rom, um dort Wagners Nachlass zu regeln, den er der Universität Würzburg vermacht hatte. Mit Glück gelang das Hettinger, noch bevor der Sardinische Krieg begann. Für die Rückreise musste er sich allerdings, um nicht als Deutscher, erkannt zu werden als französischer Abbé verkleiden. (Zwar war der Kriegsgegner der Italiener das Kaisertum Österreich, doch im Krieg konnte sich die Wut gegen jedweden Deutschsprachigen richten.)
Später lehrte Hettinger auch Apologetik, Homiletik und ab 1884, als Nachfolger von Heinrich Denzinger, Dogmatik. Gerade als Dogmatiker bestand er darauf, dass die Kirche – dem Auftrag Jesu gemäß (Joh 17,21 ) – nach Einheit streben müsse, jedoch keine Einheitlichkeit verlangen dürfe:

„Die unerschöpfliche Fülle des katholischen Geistes lässt sich in keiner Form allein und ausschließlich darstellen. Die katholische Kirche ist groß und weit und hat für alle Richtungen und Bestrebungen Raum: die Verknöcherung in Formeln, die oft einer vergangenen Zeit angehören, aus denen die Seele entwichen ist, schadet immer.“

Hettinger setzte sich für eine gründliche biblische Bildung der angehenden Priester ein und widersprach energisch der Absicht einiger Bistümer, die Anforderungen beim Hebraicum zu senken.
Als Professor gehörte Hettinger 1863 zu den Gründern der katholischen Studentenverbindung K.St.V. Walhalla Würzburg im KV, dem er zeitlebens verbunden blieb. 1873 wurde Hettinger Ehrenmitglied der Studentenverbindung K.D.St.V. Markomannia im CV.
Mit Georg Anton Stahl, Josef Hergenröther und Heinrich Denzinger gehörte Hettinger zu den Vertretern der sogenannten „Römischen Theologie“, die Würzburg zu einem Zentrum der „Römischen Schule“ machten. Mit Joseph Hergenröther wurde Hettinger 1868 nach Rom berufen, um als Konsultator zu helfen, das Erste Vatikanische Konzil vorzubereiten. Papst Leo XIII. betraute Hettinger mit der Übersetzung seiner Enzykliken ins Deutsche.
Franz von Hettinger starb im Alter von 71 Jahren an den Folgen eines Schlaganfalls.

## Ehrungen
- König Ludwig II. ernannte Georg Anton Stahl am 31. Juli 1864 zum Ritter des Verdienstordens der Bayerischen Krone.[3] Damit war die Erhebung in den persönlichen Adel verbunden.
- Papst Leo XIII. ernannte ihn 1879 zum päpstlichen Hausprälaten.

## Werk
Hettinger war ein Gelehrter mit weit gespannten Interessen. Als akademischer Lehrer und Redner war er außerordentlich beliebt, als Autor viel gelesen. Er trat vor allem als Apologet und Dogmatiker hervor. Zu einem Standardwerk wurde seine Apologie des Christenthums, die er immer wieder ausbaute und überarbeitete. Sie erfuhr bis zum Ende des 19. Jahrhunderts sechs Auflagen, auch unter dem Titel Lehrbuch der Fundamental-Theologie oder Apologetik, und wurde in sieben Sprachen übersetzt.
Hettingers meistverbreitetes Werk war die zweibändige Sammlung Aus Welt und Kirche. Bilder und Skizzen. Es sind gut lesbare, zuweilen elegant geschriebene und anschauliche Notizen von seinen Wanderungen und Reisen, mit denen er immer wieder ins Allgemeine führende Betrachtungen verknüpft. Die Bände Aus Welt und Kirche wurden noch lange nach seinem Tod nachgedruckt. Mehrere Arbeiten widmete er Dante Alighieri und dessen göttlicher Komödie.

## Antijudaismus
In seiner Apologie des Christenthums vertrat Hettinger in Bezug auf die Rolle des Volkes Israel in der Geschichte und auf den Talmud offen antijudaistische Positionen und Vorurteile. Im zweiten Band seines Werkes Aus Welt und Kirche bediente er antisemitische Stereotype:

„Unsere Sprache, unsere schöne, gedankenvolle, ehrliche, keusche, deutsche Sprache verfällt, wie die Börse, das Kapital, der Handel, dem Judenthum; jüdischer Witz, jüdische Geilheit, jüdische Gaunerausdrücke haben sich wie ein ekelhaftes Ungeziefer in den Körper unserer Sprache eingenistet. Hinaus damit!“

Im selben Buch schreibt Hettinger über „das jüdische Volk“, dass es „nur nach Geld und Gewinn strebt“. „Es sei vaterlandslos, zum guten Theil religionslos, manchmal auch ehr- und gewissenlos und jeder höheren Richtung bar. [...] Mit allen Mitteln, wie sie Erziehung, Vererbung, Gewohnheit, Raffinement, rücksichtsloser Egoismus bieten, zieht es seit Jahrzehnten wie eine Saugpumpe auf tausend Wegen alles Geld und allen Geldeswerth aus dem Körper der Nation, die ihm, dem heimatlosen, großmüthig eine Heimat gegeben hat. [...] Sie ernten, was andere im Schweiße ausgesät haben. [...] Nicht eine neue Idee produciren sie, nicht eine wissenschaftliche That haben sie aufzuweisen.“

## Schriften
- Das Priesterthum der katholischen Kirche. Primizpredigten. Manz, Regensburg 1851.
- Die kirchlichen und socialen Zustände von Paris. Kirchheim und Schott, Mainz 1852.
- Die Liturgie der Kirche und die lateinische Sprache. Stahel, Würzburg 1856.
- Apologie des Christenthums. Herder, Freiburg.
  - Bd. 1: Der Beweis des Christenthums. 1863.
  - Bd. 2: Die Dogmen des Christenthums. 1865.
- Die kirchliche Vollgewalt des Apostolischen Stuhles. Zugabe zu den drei früheren Auflagen der Apologie der Christenthums. Herder, Freiburg 1873.
- David Friedrich Strauss. Ein Lebens- und Literaturbild. Herder, Freiburg 1875.
- Grundidee und Charakter der göttlichen Komödie von Dante Alighieri. Aimé Henry, Bonn 1876.
- Die Theologie der göttlichen Komödie des Dante Alighieri in ihren Grundzügen dargestellt. Bachem, Köln 1879.
- Die göttliche Komödie des Dante Alighieri nach ihrem wesentlichen Inhalt und Charakter dargestellt. Ein Beitrag zu deren Würdigung und Verständniss. Herder, Freiburg 1880.
- Die „Krisis des Christenthums“, Protestantismus und katholische Kirche. Herder, Freiburg 1881.
- De theologiae speculativae ac mysticae connubio in Dantis praesertim trilogia. Thein, Würzburg 1882.
- Dante und Beatrice. A. Fösser Nachfolger, Frankfurt am Main 1883.
- Aus Welt und Kirche. Bilder und Skizzen. Herder, Freiburg 1885.
  - Band 1: Rom und Italien.
  - Band 2: Deutschland und Frankreich.
- Dante’s Geistesgang. Bachem, Köln 1888.
- Aphorismen über Predigt und Prediger. Herder, Freiburg 1888.
- Timotheus. Briefe an einen jungen Theologen. Herder, Freiburg 1890.